# Gekko mindorensis
Gekko mindorensis är en ödleart som beskrevs av  Taylor 1919. Gekko mindorensis ingår i släktet Gekko och familjen geckoödlor. IUCN kategoriserar arten globalt som livskraftig. Inga underarter finns listade i Catalogue of Life.